# 아이슬란드의 로마 가톨릭교회

년도별 아이슬란의 가톨릭 신자 수 통계표

아이슬란드의 로마 가톨릭교회의 역사는 1855년 12월 8일 아이슬란드 지역을 담당하는 노스폴 지목구(Praefectura Apostolica Poli Arctici) 설립으로 시작되었다. 그로부터 몇 년 후, 베르나르 베르나르(1821-1895)와 장바티스트 보두앵(1831-1875) 등 두 명의 프랑스 가톨릭 사제가 각각 1857년과 1858년에 아이슬란드로 이주하였다. 베르나르 신부는 1862년에 아이슬란드를 떠났으며, 보두앵 신부는 1875년까지 머물면서 선교 활동을 하는데 많은 어려움을 겪었다. 1869년 8월 17일 교황 비오 9세는 덴마크 지목구를 설립하면서 아이슬란드 교회를 포함시켰다. 1874년 아이슬란드에 종교의 자유가 헌법으로 인정되었다. 시간이 흐르면서 가톨릭 선교의 영향으로 아이슬란드 내에 성당과 학교, 병원 등이 다시 생기기 시작하였다.
1989년 교황 요한 바오로 2세가 아이슬란드를 방문하였다.
프로테스탄트교의 교세가 우세한 아이슬란드에서 가톨릭 신자는 전체 인구의 약 2%를 조금 밑도는 수준이며, 세 번째로 교세가 큰 종파이다. 아이슬란드의 가톨릭 교구는 레이캬비크 교구가 유일하다. 레이캬비크 교구장 주교는 스칸디나비아 가톨릭 주교회의의 임원으로 참여하고 있다.
2013년 통계조사에 따르면, 아이슬란드의 가톨릭 신자 수는 10,949명이다. 그리고 6명의 교구 사제와 9명의 수도 사제, 38명의 수녀 등을 보유하고 있다.

## 같이 보기
- 가르다르